# 中国达人秀 (第三季)
东方卫视于2011年10月1日播出《中国达人秀第三季启动仪式暨中国达人迎国庆特别节目》标志着《中国达人秀》的第三季比赛正式开始。第三季的节目于2011年9月开始，在全中国多个城市举办海选活动。2011年11月15日开始进行第三季初赛录制，并于2011年11月20日起在东方卫视播出。

## 评委
《中国达人秀》第三季由于政策原因将评委改为梦想观察员，由高晓松、周立波、伊能静、倪萍、黄舒骏、崔永元和黄豆豆担任。